# Slam Stewart
Slam Stewart (Englewood, 21 settembre 1914 – Binghamton, 10 dicembre 1987) è stato un contrabbassista jazz statunitense.
Inizialmente studia il violino passa poi al contrabbasso che suona in varie orchestre.
A Boston, dove studia al conservatorio, ascolta per la prima volta il violinista Ray Perry che suona accompagnandosi contemporaneamente con la voce. Più in là prende l'idea di Perry suonando il contrabbasso con l'archetto accompagnandosi con la voce un'ottava sopra. Questa tecnica fu poi usata anche da Major Holley.
Nel 1939 lavora con gli Spirits of Rhythm, nel 1949 con l'orchestra di Van Alexander, dal 1943 al 1944 fa parte del trio di Art Tatum. Nel 1944 lavora con Tiny Grimes e nel 1945 lavora nell'orchestra di Benny Goodman. Nel 1948 lavora in Francia con Erroll Garner, nel 1953 suona col quartetto di Roy Eldridge. Tra la fine degli anni 50 ed il 1960 lavora con vari complessi e compie una tournée in Europa con la cantante Rose Murphy. Lavora per la televisione anche in rappresentazioni di musica classica tra cui una esibizione con il Lincoln String Quartet nel 1969.